# François-Xavier Ortoli
François-Xavier Ortoli (Ajaccio, 16 februari 1925 - Parijs, 30 november 2007) was een Franse politicus en zakenman met een gaullistische achtergrond. Gedurende de Tweede Wereldoorlog diende hij voor de Vrije Franse Strijdkrachten en werd onderscheiden met de Croix de guerre, Médaille militaire en de Médaille de la Résistance.

## Politieke carrière
Hij bekleedde in zijn land tal van ministerposten :
- Minister van Publieke Werken en Huisvesting (april 1967-mei 1968)
- Minister van Onderwijs (mei 1968-juli 1969)
- Minister van Economische Zaken en Financiën (juli 1968-juni 1969) in het kabinet van minister-president Maurice Couve de Murville.
- Minister van Industriële en Wetenschappelijke Ontwikkeling (juni 1969 - juli 1972)

In 1973 werd hij gekozen als opvolger van Sicco Mansholt als voorzitter van de Europese Commissie. Na vier jaar werd hij in januari 1977 opgevolgd door Roy Jenkins en zou hij als Europees commissaris gaan werken. Ortoli kreeg de portefeuille Economische Zaken en Financiën en zou tot 1985 deze functie bekleden.